# Бедфорд (переписна місцевість, Нью-Йорк)
Бедфорд (англ. Bedford) — переписна місцевість (CDP) в США, в окрузі Вестчестер штату Нью-Йорк. Населення — 1691 особа (2020).

## Географія
Бедфорд розташований за координатами 41°11′46″ пн. ш. 73°38′45″ зх. д. / 41.19611° пн. ш. 73.64583° зх. д. (41.195974, -73.645855).  За даними Бюро перепису населення США в 2010 році переписна місцевість мала площу 9,21 км², з яких 9,08 км² — суходіл та 0,12 км² — водойми.

## Демографія
Згідно з переписом 2010 року, у переписній місцевості мешкали 1834 особи в 636 домогосподарствах у складі 527 родин. Густота населення становила 199 осіб/км².  Було 680 помешкань (74/км²).
Расовий склад населення:
| - 93,9 % — білих - 2,8 % — азіатів - 0,9 % — чорних або афроамериканців - 0,1 % — корінних американців |

До двох чи більше рас належало 1,5 %. Частка іспаномовних становила 7,3 % від усіх жителів.
За віковим діапазоном населення розподілялося таким чином: 29,2 % — особи молодші 18 років, 54,8 % — особи у віці 18—64 років, 16,0 % — особи у віці 65 років та старші. Медіана віку мешканця становила 43,7 року. На 100 осіб жіночої статі у переписній місцевості припадало 99,1 чоловіків;  на 100 жінок у віці від 18 років та старших — 93,9 чоловіків також старших 18 років.
Середній дохід на одне домашнє господарство  становив 246 422 долари США (медіана — 188 705), а середній дохід на одну сім'ю — 283 130 доларів (медіана — 229 048). За межею бідності перебувало 3,0 % осіб, у тому числі 0,0 % дітей у віці до 18 років та 9,7 % осіб у віці 65 років та старших.
Цивільне працевлаштоване населення становило 895 осіб. Основні галузі зайнятості: науковці, спеціалісти, менеджери — 26,9 %, фінанси, страхування та нерухомість — 21,0 %, освіта, охорона здоров'я та соціальна допомога — 17,7 %.